# Yesod
Yesod ("fundación"; יסוד) es la novena sefirá, y es una de las más importantes sefirot, está situada bajo Hod y Netsaj y encima de Maljut. A menudo es asociada con la Luna porque esta sefira refleja la luz de las otras sefirot en Maljut, también es asociada con los órganos sexuales porque es ahí donde las sefirot más altas conectan con la tierra. El arcángel de la sefirá es Gabriel, y los Cherubim el orden angélico. En Cábala cristiana es comparada con el Espíritu Santo. 